# István Zelenka
István Zelenka (30. července 1936 Budapešť – 3. ledna 2022 Ženeva) byl maďarský hudební skladatel, pedagog, performer a výtvarník žijící ve Švýcarsku.

## Život
Narodil se 30. července 1936 v Budapešti. Svá hudební studia zahájil v Budapešti. Po porážce Maďarského povstání v roce 1956 emigroval do Rakouska a studoval na vídeńské Hudební Akademii. Jeho učiteli byli Karl Schiske a Hanns Jelinek (skladba), Hans Reznicek (flétna), E. Ch. Scholz (klavír) a Erwin Ratz (hudební formy).
V roce 1960 získal rakouské občanství působil jako hudební pedagog. Ve školním roce 1961/62 vedl první Seminář elektronické hudby na Hudební Akademii. Opakovaně přednášel na Darmstadtských prázdninových kursech nové hudby (Darmstädter Ferienkurse für Neue Musik).
V roce 1962 přesídlil do Švýcarska a působil jako zvukový inženýr a hudební ředitel v Radio Suisse Romande v Ženevě. V roce 1966 se oženil. Švýcarské občanství získal v roce 1976. V letech 1981–2001 vedl kurzy Nové hudby na ženevské konservatoři.
Komponoval orchestrální i komorní hudbu, elektroakustické skladby, skladby využívající netradiční nástroje, průmyslové zvuky, mluvené texty apod. Proslul zejména zvukovým zaplněním městských prostor, performancemi a happeningy. Od roku 1995 i sám vystupuje jako performer.
Vedle hudby se zabývá i výtvarným uměním. Vytváří výtvarné objekty za pomocí počítače. Vystavuje od roku 2002.

## Dílo
Podrobnosti k jednotlivým skladbám a performancím viz SME–Musinfo.
- Un Faust-digest agrémenté (hudební divadlo na motivy opery Faust (opera)|Faust Charlese Gounoda, 1968-1979)
- "Dove, dove, Signore, Signori?" (hudební divadlo, 1972)
- "You do remember all the circumstance?" (hudební divadlo nebo koncert, 1974)
- Union libre 1977 (1977)
- Glock Glück ist? (1978)
- Vivat Nucleus! (1978)
- Progression–regression (sekvenční cvičení pro housle a klavír, 1979)
- "...the permanent variations produced by confined breeding and changing circumstances are continued and..." (pro flétnu a smyčcové trio, 1979)
- "C'est avec reconnaissance et émotion que j'ai appris très sincèrement dévoué à tous" (1980)
- "...le dialogue, ou le duel si tu préfères, entre l'homme et son dieu n'aboutit pas au néant..." (pro varhany syntesisér a klavír, 1981)
- "Un peu de SALADE encore, Monseigneur?" (1982)
- Médaille, pile ET face (1984)
- Parking-Music, espace philophonique (1984)
- Gebeetstunde (1986)
- Insulaire (1986)
- Jeune et bronzé (1987)
- "Mais oû êtes-vous passé, mon Chou?" (1987)
- AIR(E)S (1988)
- "...sind wir nicht immer verpflichtet..." (1988)
- Etat de siège(s) (1989)
- musique nécessaire–musique possible ? – gerüst – cependant l'OZONE, par exemple (1989-1991)
- Musique piétonne I (1989)
- "The trumpet shall sound!" (1990)
- Musique des sphères (1990)
- Solitaire–solidaire (1992)
- Frapper, heurter, rouler: prises pour ensemble de percussions (1992)
- KUKUKUPOPOL (1993)
- Musique piétonne II (1993)
- Musique piétonne III (1993)
- Que (1993-1996)
- Jäh (1993)
- Jäh+ (1994)
- Wer ist der Verantwortliche? Wer wird verantwortlich gemacht? Wer nimmt die Verantwortung auf sich? (1995)
- Musique piétonne IV, "...es gibt keine unschuldige Tat, das ist die Wahrheit!"(1995)
- Warumweltfreundlich erregt (1995)
- Weder–doch sogar (1995)
- Beitrag zur Wahlkampagne – selbstredend (1995)
- The Skinscrapers Testimony (1995)
- Puisse–puissent (1995)
- Exercice–extasis (1995)
- Einsichtsvoll hellhörig: ein Hörenmass (1996)
- Ob Sinnsucht, ob Nutzpflicht (1996)
- Ein Laden / einladen (1996)
- Nekromanze (1996)
- Phontaine (1997-2000)
- J'insiste (1997)
- Unter Berücksichtigung all dessen (1997)
- QUER (1997)
- Observateur ? complice (1997)
- Phon mir aus (1997)
- "Ich habe nicht einmal die Zeit gehabt bis das Brot fertig gebacken wurde" (Drenica March 1998) (1998)
- 1. Liga (1998)
- 1 Handwerk (1998)
- .B. eines Tages auf einer exponierten Verkehrsinsel ein Flugblatt zusammenfalten, es in kleine Stücke zerreissen und wie Confetti hoch in die Luft werfen. Später einer nahestehenden Person telefonieren und ihr etwas im Augenblick als wichtig erscheisendes singen.....(wie)geht es weiter? (1998)
- Warumweltfreundlich for ever! (1998)
- 1 Entstehungsgeschichte (1998)
- Commissio (1998)
- Angesichts (1999)
- Ebengültig, gleichbürtig: Tschüss! (1999)
- ZWEIN (1999)
- 1 Tournée (1999)
- 1 Kopfwerk (1999)
- 1 Stockwerk (1999)
- Tschüss, oder ? (1999)
- "5, 4, 3, 2, 2, 1, looos!" (1999)
- MAnna MBlume (1999)
- OFFstab (1999)
- Quartett (1999)
- Quintett (1999)
- Desto (2000)
- Kannst im öffentlichen Raum! (2000)
- No goal, no conflict, no climax, just doing: viz. (2000)
- "…lass dich nicht bezirzen, Liebste(r)!…" (2001-2007)
- Chemikalien in wässriger Lösung, die das latente Bild sichtbar machen (2001/06)
- Révélateur: bain de substances chimiques, transformant l'image latente en image visible (2001)
- Withinsidexplorer (2002)
- "Celui qui n'entend pas la musique prend les dansants pour déments" (2002)
- Fred and Victoria in concert, Bruce and Agnes too (2002)
- 1 Hörspiel (2002)
- "...es ist eine schöne Sache um die Zufriedenheit..." (2002)
- Prends ton temps (2003)
- Falterunser (2003)
- Just (2003)
- The Newspeeper's Opportunity (2003)
- Allerdings fällt (2003)
- "Die Langeweile schwindet, wenn schwindet unser Interesse für Paroxysmen" (2004)
- lieu(x) commun(s) (2004)
- Maske (2004)
- 1 Kissentwurf (2004)
- "Es freut' noch sank sich starb und und" (2004)
- Laissez flotter EXTREMEMENT et enjambez le gros sanglier crevé! Queetpopurles ou 11 respirations. Souris? (2005)
- d'un vrai pire annulé encore blanc jusqu'à pis (2005)
- über die Grenze in die Umgebung von Einerseits und Andererseits (2005)
- "Versuchen wir die Sachen so zu ordnen, dass das Resultat nie endgültig wird." (2005)
- Nockturne Underground always never Are Good (2005)
- 5 Textfragmente für Brieftauben (2005-2007)
- "...tâchons d'ordonner les choses de telle façon que le résultat ne soit jamais décisif..." (2005)
- es 2 pieds joints, éclatez de rire, faites des exercices de compromis et mangez 1 pomme tout calmement (2005)
- beinahe etwa (2005)
- légers, portables aussi, 1 petite pièce de 3 fois rien, quelques crayons de fard criards, des remords enchaînés, omis peut-être, SILENCE ! vous sont-ils arrivés? (2005)
- pour ainsi dire (2005)
- invisibles o dit disparaisse sq scène u x seul lui empirer ouste oi quoi (2005)
- Just! (2005)
- "wenn Sie glauben…" (2006)
- locker und ohne Eile um sich herum (2006)
- Gobez debout et quêtez assis! Effleure position et renifle enfin! Oyons? (2006)
- seelen täglich einige (2006)
- FrED - such words as or – c'est-à-dire - dünkt schlief werde (2006)
- "If a man does not keep pace with his companions, perhaps it is because he hears a different drummer. Let him step to the music which he hears, however measured or far away." (2006)
- néanmoins tantôt de plus (2006)
- raumdeutungt (2006)
- "by accident and sagacity" auf Deutsch etwa "durch Zufall und Wissenslust" (2006)
- 1 Tafelmusik (2006)
- Owl's top fix through (2006/08)
- weiden (2007)
- mm (2007)
- Melodien (2007)
- DEF (2007)
- In Erinnerung keine Rede (2007)
- wird die Lesung hier (2007)
- "wenn ich Sie richtig verstanden habe, haben Sie allmählich ein Gefühl…oder?" (2007)
- mit einem oder einigen diversen HOHO (2007)
- 1 Auflesung (2007)
- als ob jedoch nun (2007)
- ohnehin, sowieso, unaufhörlich, eh (2007)
- Dortmunder Studie (2007)
- Seitensprünge (2007)
- "Ein jeder Gegenstand, wenn berührt, gestreichelt…..wird, gibt einen Klang…, oder vielerlei Klänge von sich…." (2007)
- rr (2007)
- intact (2007)
- multiverse? universe (2007)
- AIRYA (2007)
- yet (2007)
- beinahe äusserst (2007)
- ring (2007)
- Like The fai May (2007)
- Blätterteig (2008)
- Die 10 Angebote (2008)
- Les 10 offres (2008)
- accélérer geste accent éloquent jeu volume chèvre (2008)
- Shan swere orki gfeve shlyno (2008)
- mild und leise? (2008)
- 1 Mundstück (2008)
- sich uns wem wann dann (2008)
- 1 Reformation (2008)
- ob (2008)
- binnen (2008-2009)
- WOR(L)D (2009)
- Geschichten um Tiere (2009)
- je nach Lust (2009)
- 1 Vereinbarung, Erarbeitung, 1 Aus(f)führung (2009)
- kurz sofort spontan schnurstracks ziemlich nachher danach etwas strebend später kreisend viieeelllll (2009)
- has been accustomed (2009)
- nanu-technologie (2009)
- capture entre-temps (2009)
- how to get rid of binarity? (2009)
- comment en finir avec le binaire? (2009)
- étroit taudis dit nécessité pour Pierre Thoma (2005-2010)
- ORTSPIELEW (2009-2010)
- sowieso sowie wieso (2009-2010)
- 1 Tropfen Wasser im Ozean ist etwas grundsätzlich anderes als 1 ebenso grosser oder kleiner Tropfen Wasser in einem Trinkglas (2010)
- eine Verbal(l)hornung (2010)
- für unternehmungslustige neugierige Menschen, die könnten, doch müssten nicht (2010)
- intercourse (2010)
- Scientist's chaos lives delighted with woven taught thinking for Mark So	(2010)
- playing hostility not even sounded beautiful (2010)
- konzentriert auf Einzelstehende (2010)
- unter solchen Umständen (2010)
- Proudhon hofft für Eva-Maria Houben (2010)
- was qu'en so s (2010)
- les 10 commandements (2010)
- le sens commun (2010)